# سالواتوره کوردیلیونه
سالواتوره جوزف کوردیلیونه (زاده 5 ژوئن 1956) از روحانیون عالی‌رتبه آمریکایی کلیسای کاتولیک و اسقف اعظم سان فرانسیسکو، کالیفرنیا است.
او که یک متأله سنتی است، به خاطر تمایل خود برای برگزار کردن عشای ربانی بهشکل فوق‌العاده از مناسک رومی شناخته شده‌است.
کوردیلیونه به دلیل مخالفت صریح خود با ازدواج همجنس گرایان مشهور شده‌است.
سالواتوره کوردیلونه در سن دیه گو کالیفرنیا متولد شد و از سال ۱۹۷۱ تا ۱۹۷۴ در دبیرستان کرافورد تحصیل سپس یک سال در دانشگاه ایالتی سن دیه گو تحصیل کرد و سپس وارد دانشگاه سن دیگو شد و از آنجا در سال ۱۹۷۸ مدرک کارشناسی خود را در رشته فلسفه گرفت. او سپس تحصیلات خود را در رم در دانشگاه پاپی گرگوریان ادامه داد و مدرک کارشناسی خود را در الهیات مقدس، نوعی مدرک تحصیلات تکمیلی، در سال ۱۹۸۱ دریافت کرد.